# Нововысокое
Но́вовысо́кое — упразднённое село в Зейском районе Амурской области, Россия. Входило в Поляковский сельсовет.

## История
Основано в 1903 году. В селе располагались перевалочная база по обеспечению продуктами и товарами первой необходимости приисков, которые находились в районе посёлка Ясного, дровяной склад Амурского речного пароходства.
Упразднено 6 июня 2011 года Законом Амурской области.

## География
Село Нововысокое, как и Зейский район, приравнено к районам Крайнего Севера. Село стоит на левом берегу реки Зея.
Дорога к селу Нововысокое идёт от города Зея через Заречную Слободу, Николаевка-2, Николаевку, Алексеевку, Алгач, Умлекан, Рублёвку, Юбилейный и административный центр Поляковского сельсовета пос. Поляковский, расстояние до районного центра 145 км. Расстояние до пос. Поляковский 10 км.

## Население
| 2002 |
| ---- |
| 6    |

## Инфраструктура
нет данных

## Транспорт
От села Нововысокое на юг-восток (вниз по течению Зеи) идёт дорога к бывшему посёлку Аяк Шимановского района.